# Novodjevičanski manastir
Novodjevičanski manastir ili Manastir Smolenske Bogorodice (ruski: Новоде́вичий монасты́рь, Богоро́дице-Смоле́нский монасты́рь) je jedan od najpoznatijih manastira u Moskvi i klaustara u cijeloj Rusiji. Naziv "Novodjevičanski" mu je dat kako bi se razlikovao od ženskog klaustra Manastira Uzašašća u Moskovskom kremlju koji je bio poznat kao "Starodjevičanski manastir". Kako je njegova arhitektura iz 16. i 17. stoljeća ostala gotovo netaknuta, 2004. godine upisan je na UNESCO-ov popis mjesta svjetske baštine u Europi. 

## Povijest
Novodjevičanski manastir osnovao je Vasilije III., veliki knez Moskve, 1524. godine u čast osvajanja Smolenska 1514. godine. Izgrađen je kao utvrda na zavoju rijeke Moskve i postao je važan dio južnih obrambenih zidina ruske prijestolnice. U njemu su živjele brojne sestre i supruge ruskih vladara koje su se prije, ili nakon njihove vlasti bile primorane ući u manastir.
Godine 1610., zauzeli su ga Poljaci, a po oslobođenju sljedeće godine u njemu je smještena stalna straža od 100 (kasnije 350) strijelaca (cтрельцы́), ruske garde. Sredinom 17. stoljeća brojne opatice iz ukrajinskih i bjeloruskih manastira su preseljene tu. Do kraja 17. stoljeća Novodjevičanski manastir je posjedovao 36 sela u 27 upravnih jedinica Ujezda (уе́зд), uključujući 14.489 kmetova.
Godine 1724. u manastiru je osnovana bolnica za ruske vojnike i časnike te žensko sirotište, a 1763. u njemu je živjelo 84 opatica, 35 laika, 78 pacijenata i sluga. Svake godine država je manastiru dodjeljivala 1500 rubalja, 1300 kruhova te 680 rubalja i 480 kruhova za više od 250 siročića.
U 19. stoljeću je Djevičansko polje ispred manastira postalo popularno zimsko klizalište. Godine 1871. braća Filatjevi su donirali novac za osnutak škole sirotišta, a opatice su osnovale ubožnicu za starije i nemoćne opatice i laike.
Godine 1922., Boljševici su zatvorili manastir i pretvorili ga u "Muzej emancipacije žena" koji je 1926. godine postao Muzejom povijesti i umjetnosti. Većina prostorija je pretvoreno u stanove, što je sačuvalo manastir. Godine 1943., Staljin je, u duhu oživljavanja ruske Crkve, podržao osnivanje Moskovskog teološkog instituta u Novodjevičanskom manastiru, a 1945. Katedrala Uzašašća je vraćena vjernicima.
Godine 1994., opatice su se vratile u manastir koji je danas pod upravom Mitropolije Kruticija i Kolomne.

## Odlike
Najstarija građevina u manastiru je Katedrala posvećena ikoni Smolenske Bogorodice, izgrađena od 1524. – 25. godine. Ona je središnja crkva na šest stubova s pet kupola, a njene freske su jedne od najljepših u Moskvi.
Većina ostalih građevina su izgrađene poslije 1680. godine kada je manastir opsežno obnovljen za vrijeme carice Sofije Aleksejevne, sestre Petra Velikog, koja je tu stanovala. Tada su podignute crvene zidine, okrunjeni tornjevi, dvije raskošne crkve na portalu zidina, refektorij i stambene prostorije u moskovskom baroknom stilu. Katedrala je tada dobila pozlaćenu krstionicu, ikonostas, a njena četiri stuba je dao ukrasiti Boris Godunov, dok je peti oslikao vodeći ruski ikonopisci, Simeon Ušakov i Fjodor Zubov. Izgrašen je i vitki osmerokutni zvonik na šest katova visine od 72 metra.
U Novodjevičanskom groblju sahranjeni su mnoge slavne osobe: Sergej Solovjov, Denis Davidov i Aleksej Brusilov (sahranjeni unutar zidina), te Anton Pavlovič Čehov, Nikolaj Vasiljevič Gogolj, Petar Kropotkin, Nikita Hruščov, Sergej Prokofjev, Dmitrij Šostakovič, Konstantin Stanislavski, Boris Jeljcin i Mislav Rostropovič (u novoj nekropoli izvan zidina).
- Osmerokutni toranj (1689.-90.)
- Refektorij
- Crkva Uznesenja Kristova
- Dormitorij
- Južni portal s Gospinom crkvom

## Vanjske poveznice
- Web kamera (engl.)